# On the Verge of Destruction
On The Verge of Destruction è il primo album live degli X Japan.

## Il Disco
Il primo live album degli X Japan, ai tempi chiamati ancora semplicemente X, è stato registrato al Tokyo Dome durante il concerto del 7 gennaio 1992, l'ultima di una serie di tre date consecutive nel medesimo posto.
Il disco contiene tracce dei primi tre album della band: Vanishing Vision (1988), Blue Blood (1989) e Jealousy (1991).
Il concerto inizia con World Anthem, traccia utilizzata anche come intro del secondo album degli X. La traccia è caratterizzata da una presentazione band che si conclude con il consueto motto "We Are X".
Prosegue con Silent Jealousy, Sadistic Desire, Desperate Angel, Standing Sex e Week End, tutti pezzi dal ritmo sostenuto. Standing Sex è l'unica canzone che non fa parte dei primi tre album degli X, infatti venne pubblicata nel 1991 in un singolo, contenente come seconda traccia una versione dall'intro tagliata di Joker.
Da qui iniziano gli assoli, componenti fondamentali dei concerti degli X Japan. In ogni concerto buona parte veniva spesa in parti piuttosto lunghe dedicate unicamente ad un membro della band (c'è anche da dire che gli X Japan facevano concerti di più di tre ore). In questo live vi è inizialmente un assolo di batteria di Yoshiki e successivamente una parte solista di Hide.
Il secondo disco inizia con un breve assolo di piano di Yoshiki seguito da Es Dur no piano Sen (traccia introduttiva di Jealousy), alla quale segue la ballad Unfinished.
Con Celebration si torna a ritmi alti; ad essa seguono la velocissima (e lunghissima) Orgasm, Kurenai e Joker.
Si va verso la fine con X, l'inno della band, in cui Toshi incita il pubblico per numerosissime volte con la domanda "We are...?" alla quale segue la risposta "X".
La conclusione è affidata alla ballad Endless Rain. La canzone sfuma dopo oltre tredici minuti mentre il pubblico continua a cantare il ritornello.

## Tracce
CD 1
1. World Anthem (S.E.) - 2:53 (YOSHIKI - F.Marino)
2. Silent Jealousy - 6:30 (YOSHIKI - YOSHIKI)
3. Sadistic Desire - 5:19  (YOSHIKI - HIDE)
4. Desperate Angel - 6:06  (TOSHI - TAIJI)
5. Standing Sex - 5:58 (Miyukihime Igarashi - YOSHIKI)
6. Week End - 5:53 (YOSHIKI - YOSHIKI)
7. Drum Solo - 15:42 (YOSHIKI)
8. HIDEの部屋 - 17:17 (HIDE)
9. Voiceless Screaming - 7:21 (TOSHI - TAIJI)

CD 2
1. Piano Solo～ - 2:52 (YOSHIKI)
2. Es Durのピアノ線 - 2:47 (YOSHIKI)
3. Unfinshed - 4:45 (YOSHIKI - YOSHIKI)
4. Celebration - 6:27 (HIDE - HIDE)
5. オルガスム - 18:56 (Hitomi Shiratori - YOSHIKI)
6. 紅 - 8:54 (YOSHIKI - YOSHIKI)
7. Joker - 5:18 (HIDE - HIDE)
8. X - 9:43 (Hitomi Shiratori - YOSHIKI)
9. Endless Rain - 13:36 (YOSHIKI - YOSHIKI)

## Formazione
- Toshi - voce
- Taiji - basso
- Pata - chitarra
- Hide - chitarra
- Yoshiki - batteria; pianoforte